# アレクサンドル・ザボエフ
アレクサンドル・ザボエフ（ロシア語: Александр Забоев、ロシア語ラテン翻字: Alexandr Zaboev、1989年9月1日 - ）は、ロシア出身、エストニア、チェコの男性フィギュアスケート選手（ペア）。パートナーは高橋成美、ナタリア・ザビアコ、アレクサンドラ・ヘルブリコワ。

## 経歴
1994年にシングルスケーターとして競技を始めた。
2010年にチェコのアレクサンドラ・ヘルブリコワとペアを結成した。チェコとスロバキアでアイスショーに参加しながら、チェコで暮らしていたが、ヘルブリコワが背中を怪我し、体重が増えてきたために解散をすることになった。
その後、ポーランドへ渡りアンナ・シェドレツカと練習をしたが、ペアエレメンツを怖がるようになったのでペアは解散し、シェドレツキカのコーチをすることになった。ポーランドを去った後は、アルテム・クニャゼフが主催するアイスバレエに参加し、ペルーとチリで公演を行った。
2012年8月15日に、アイスパートナーサーチでナタリア・ザビアコの名前を見つけ、連絡を取り合った。9月19日にペアを結成し、エストニア所属でアメリカで練習を始めた。
2013-2014シーズン、ソチオリンピックの最終予選となるネーベルホルン杯で国際大会デビューを飾った。そこでは9位となり、エストニアにオリンピックの出場枠をもたらした。ところがザボエフはエストニアの市民権を獲得することが出来ず、オリンピックの出場枠は放棄することになった。世界選手権の直後、3月31日にザビアコとのペアを解散した。
2015年7月6日、高橋成美とのペアを結成し、日本所属で競技を行うことが発表された。しかし資金難により年内でペアは解散した。

## 主な戦績
- 2010-2011シーズンはアレクサンドラ・ヘルブリコワとのペア（チェコ所属）
- 2013-2014シーズンはナタリア・ザビアコとのペア（エストニア所属）

| 大会/年           | 2010-11 | 2013-14 |
| ----------------- | ------- | ------- |
| 世界選手権        |         | 19      |
| 欧州選手権        |         | 10      |
| チェコ選手権      | 2       |         |
| ゴールデンスピン  |         | 2       |
| ネーベルホルン杯  |         | 9       |
| ワルシャワ杯      | 3       |         |
| JGPオーストリア杯 | 14      |         |

### 詳細
| 2013-2014 シーズン   |                                                        |          |          |           |
| 開催日               | 大会名                                                 | SP       | FS       | 結果      |
| 2014年3月24日 - 30日 | 2014年世界フィギュアスケート選手権（さいたま）         | 19 46.11 | -        | 19        |
| 2014年1月13日 - 19日 | 2014年ヨーロッパフィギュアスケート選手権（ブダペスト） | 12 50.12 | 10 99.70 | 10 149.82 |
| 2013年12月5日 - 8日  | 2013年ゴールデンスピン（ザグレブ）                     | 1 52.77  | 2 94.99  | 2 147.76  |
| 2013年9月25日 - 28日 | 2013年ネーベルホルン杯（オーベルストドルフ）           | 11 45.08 | 9 93.79  | 9 138.87  |

| 2010-2011 シーズン    |                                                  |         |         |          |
| 開催日                | 大会名                                           | SP      | FS      | 結果     |
| 2010年12月16日 - 18日 | 三国選手権（ジリナ）                             | 3 34.54 | 3 66.48 | 3 101.02 |
| 2010年11月18日 - 21日 | 2010年ワルシャワ杯（ワルシャワ）                 | 3 34.10 | 3 64.52 | 3 98.62  |
| 2010年9月15日 - 19日  | ISUジュニアグランプリ オーストリア杯（グラーツ） | 6 30.71 | 6 57.81 | 14 88.52 |